# Cratere Komeda
Komeda  è un cratere sulla superficie di Mercurio.